# 藤田恒三
藤田 恒三（ふじた こうぞう、男性、1968年 - ）は、日本のアートディレクター、映像ディレクター。東京都出身。

## 概要
広告・CI ・音楽・エンターテイメントなどの様々なジャンルにおいて、アートディレクション・映像ディレクションを軸に、様々な活動を行う。

## 主な作品

### 広告・販促
- JAL『WORLD OF BEAUTY カレンダー』（2009年、2010年、2011年）
- テレビ朝日『新テレ朝キャンペーン』ほか（2004年）
- ファンケル『ファンケルキッチン』銀座ファンケルキッチンのオープニング ほか
- ダリヤ『FUTY ヘアカラー』パッケージデザイン、広告、販売キャンペーン、プロモーションイメージビデオ ほか
- サンエー・インターナショナル『MATERIA』（2006 SS）、『Pinky&Dianne』（2007 SS）ブランドキャンペーン
- アバハウス『5351 POUR LES FEMMES』（2006 SS、2006 AW、2007SS）ブランドキャンペーン
- 日産自動車『日産 LEAF』（2012）TVコマーシャル

### CD・PV
- CHEMISTRY
  - 『almost in love』（2005年）
  - 『fo(u)r』（2005年）
  - 『遠影 feat. John Legend』（2006年）
  - 『fo(u)r』2006 TOUR OPENING MOVIE （2006年）
  - 『ALL THE BEST』（2006年）
  - 『This Night』（2007年）
  - 『a Place for Us』（2009年）
  - 『the CHEMISTRY joint album』（2009年）
- 吉井和哉
  - 『トブヨウニ』（2004年）
  - 『CALL ME』（2005年）
- BONNIE PINK
  - 『Private Laughter』（2004年）
  - 『Last Kiss』（2004年）
  - 『Even So』（2004年）
- DOUBLE
  - 『Rollin' on』（2003年）
  - 『destiny』（2003年）
  - 『Wonderful』（2003年）
  - 『too Wonderful』（2004年）
- 山田優
  - 『fiesta! fiesta!』（2007年）
  - 『My All』（2009年）
- SOUL'd OUT
  - 『ウェカピポ』（2003年）
  - 『SOUL'd OUT』（2003年）
  - 『Movies&Remixies』（2003年）
  - 『1,000,000 MONSTERS ATTACK』（2004年）
  - 『Magenta Magenta』（2004年）
- Def Tech
  - 『Catch The Wave』（2006年）
- スターダスト・レビュー
  - 『Joanna』（2002年）
  - 『Heaven』（2003年）
  - 『Find My Way』（2004年7月28日）
  - 『AQUA』（2004年）
- 秦基博
  - 『僕らをつなぐもの』（2007年）
  - 『鱗 (うろこ)』（2007年）
  - 『青い蝶』（2007年9月12日）
  - 『コントラスト』（2007年）
- Home Grown
  - 『THE BEST』（2007年）
  - 『True Links』（2008年）
  - 『DO THE REGGAE!』（2009年）
- 阿部真央
  - 『ふりぃ』（2009年）
  - 『伝えたいこと/I wanna see you』（2009年）
- 山下智久
  - 『Loveless』（2009年）
- テゴマス
  - 『テゴマスのまほう』（2011年）
- 森友嵐士
  - 『Tour Movie 俺のバラッド』（2012年）
  - 『PEACE ROCK』（2015)

### テレビ番組・映画
- テレビ朝日『相棒 season1』〜『相棒 season12』宣伝ビジュアルトータルディレクション
- テレビ朝日『相棒 season7』〜『相棒 season12』オープニングムービー監督
- 東映『相棒 -劇場版- 絶体絶命! 42.195km 東京ビッグシティマラソン』宣伝ビジュアルアートディレクション（2008年）
- 東映『相棒 -劇場版II- 警視庁占拠! 特命係の一番長い夜』宣伝ビジュアルアートディレクション（2010年）
- 東映『HOME 愛しの座敷わらし』宣伝ビジュアルアートディレクション（2012年）
- 東映『相棒 -劇場版III- 巨大密室! 特命係 絶海の孤島へ』宣伝ビジュアルアートディレクション（2014年）
- テレビ朝日『BORDER』宣伝ビジュアルトータルディレクション、オープニングムービー監督（2014年）
- テレビ朝日『はじめまして愛しています。 』宣伝ビジュアルトータルディレクション、オープニングムービー監督（2016年）
- テレビ朝日『dele 』宣伝ビジュアルトータルディレクション、オープニングムービー監督（2018年）
- NHK『タリオ 』宣伝ビジュアルトータルディレクション、オープニングムービー監督（2020年）

### 書籍・写真集
- 司馬遼太郎『街道をゆく』全43巻 装丁デザイン
- t.A.T.u.『t.A.T.u. Official photo Book』写真集
- 安西ひろこ『RR/Happy Girliy』写真集
- 沢尻エリカ『ERIKA 2007』写真集（2007年）
- 長嶋茂雄『長嶋茂雄ドリーム・トレジャーズ・ブック』装丁デザイン（2012年）

### 著書
- 『宙の音』講談社　共著・サニー武石（2017年）